# جواز سفر بلجيكي
جواز سفر بلجيكي هي جوازات سفر تصدر من قبل دولة بلجيكا لمواطني البلاد لتسهيل السفر الدولي يمكن للمواطنين البلجيكيين العيش والعمل في أي بلد داخل الاتحاد الأوروبي وكذلك دول المنطقة الاقتصادية الأوروبية وسويسرا نتيجة للحق في حرية التنقل والإقامة الممنوحة في المادة 21 من معاهدة الاتحاد الأوروبي. وفقا للشرطة البلجيكية، تمت سرقة 19،050 جواز سفر بلجيكي فارغ بين عامي 1990 و 2002 بغرض إنشاء وثائق سفر مزورة.

## معرض

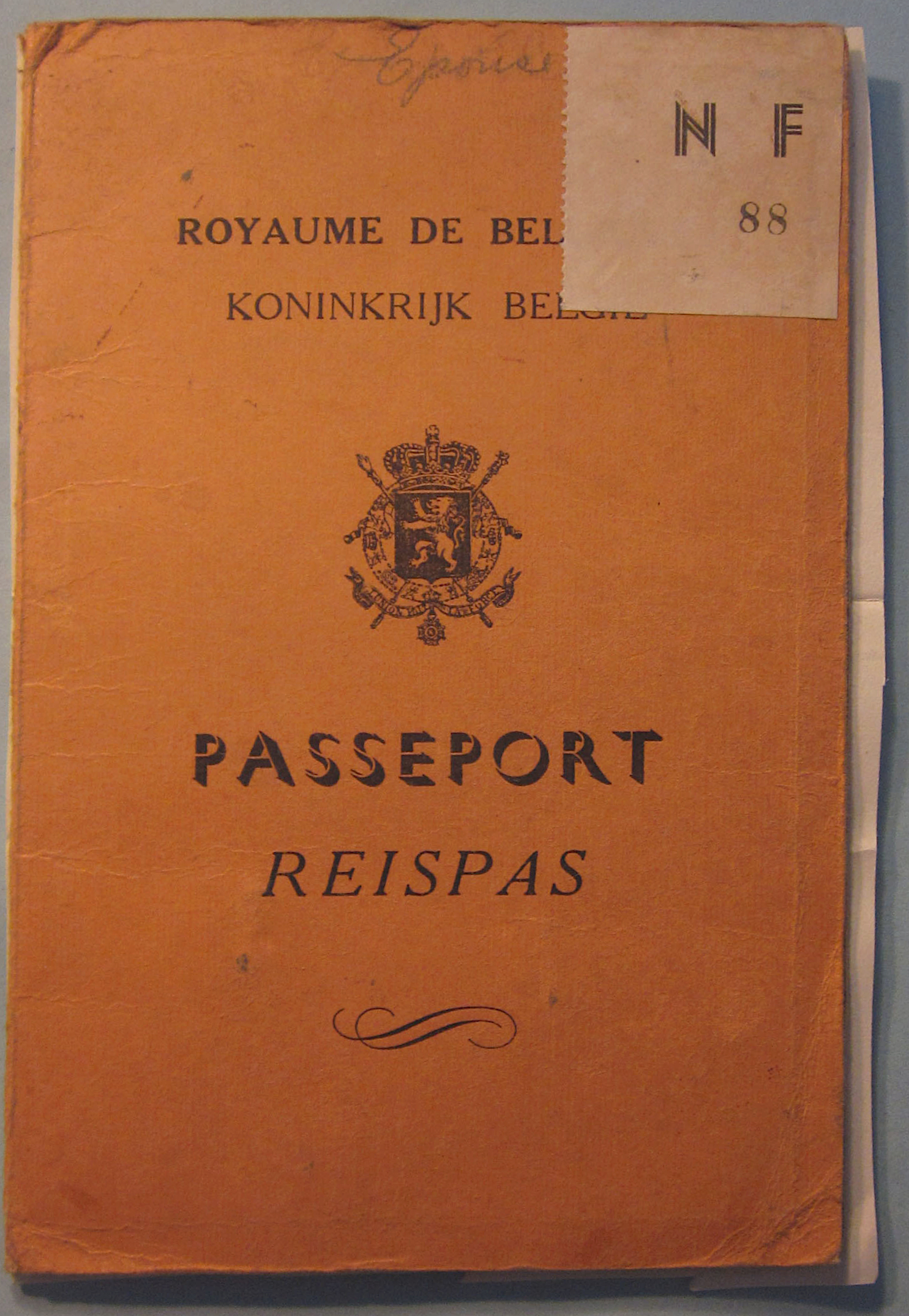
جواز سفر بلجيكي حوالي عام 1940
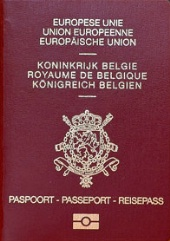
جواز السفر الإلكتروني (إصدار 2004)

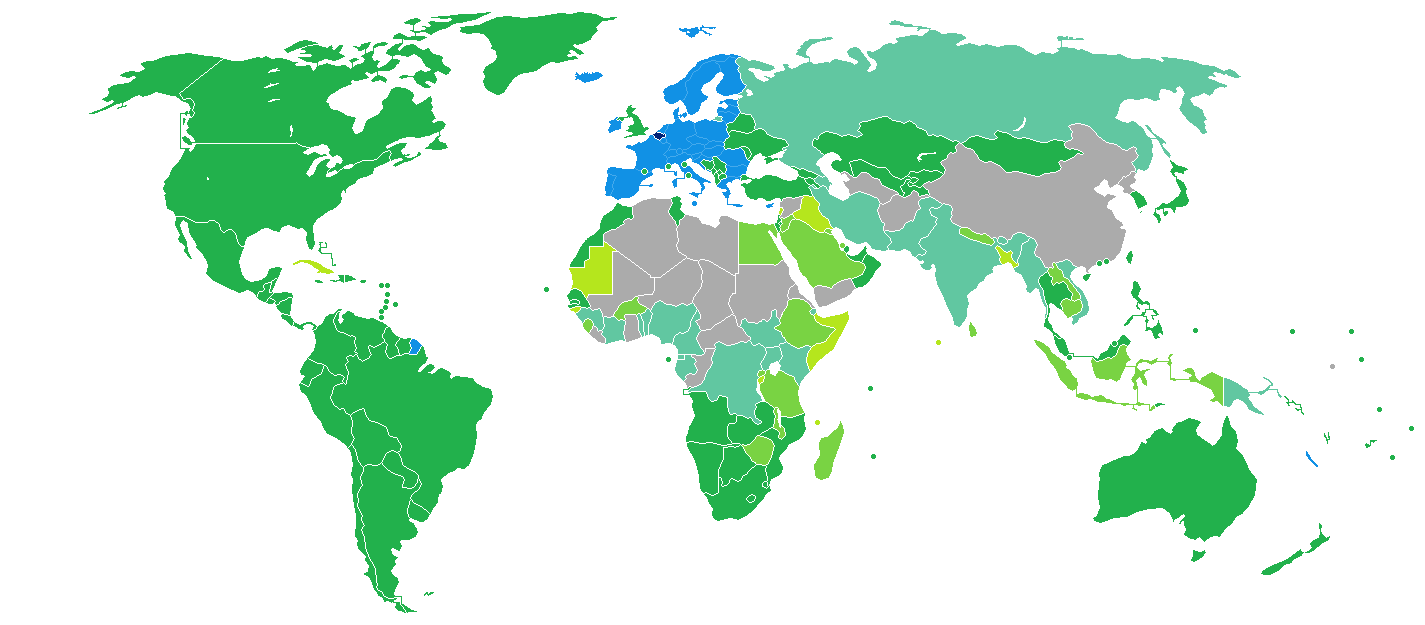
البلدان والأقاليم التي لا تفرض تأشيرة أو تطلب تأشيرة دخول عند الوصول للجهة، لحاملي جوازات السفر البلجيكية العادية.